# Пучета, Алисия
Алисия Беатрис Пучета де Корреа (урождённая Пучета Валориани; род. 14 января 1950, Асунсьон) — парагвайский юрист и политик, вице-президент Парайгвая (2018).

## Биография
Отец — Хусто Ортеги Пучета, музыкант, мать — Валориани Беатрис. После Чакской войны отец отправился в город Пилар и работал судьей по уголовным делам, в этом городе встретил Валориани Беатрис. Затем их семья переехала в столицу страны.
Пучета была замужем за адвокатом Карлосом Альберто Корреа Вера (ум. 2016). У них двух сыновей: Уго Армандса, юрист, и Луиса Артуро, медик.
В апреле 2018 года её кандидатура была выдвинута президентом Парагвая Орасио Картесом на смену Хуана Афары, вице-президента Парагвая. С 9 мая 2018 по 15 августа 2018 года являлась вице-президентом Парагвая, стала первой женщиной в этой должности.
Алисия Пучета была подвергнута критике за то, что она, будучи членом Верховного суда, согласовала кандидатуру Орасио Картеса в Сенат во время всеобщих выборов, хотя это было запрещено конституцией страны.